# FV104 Samaritan
FV104 Samaritan je obrněná sanitka vyráběná pro Britskou armádu firmou Alvis plc jako jedna z variant rodiny pásových vozidel CVR(T). Má kapacitu pro převoz až šesti raněných.

## Uživatelé

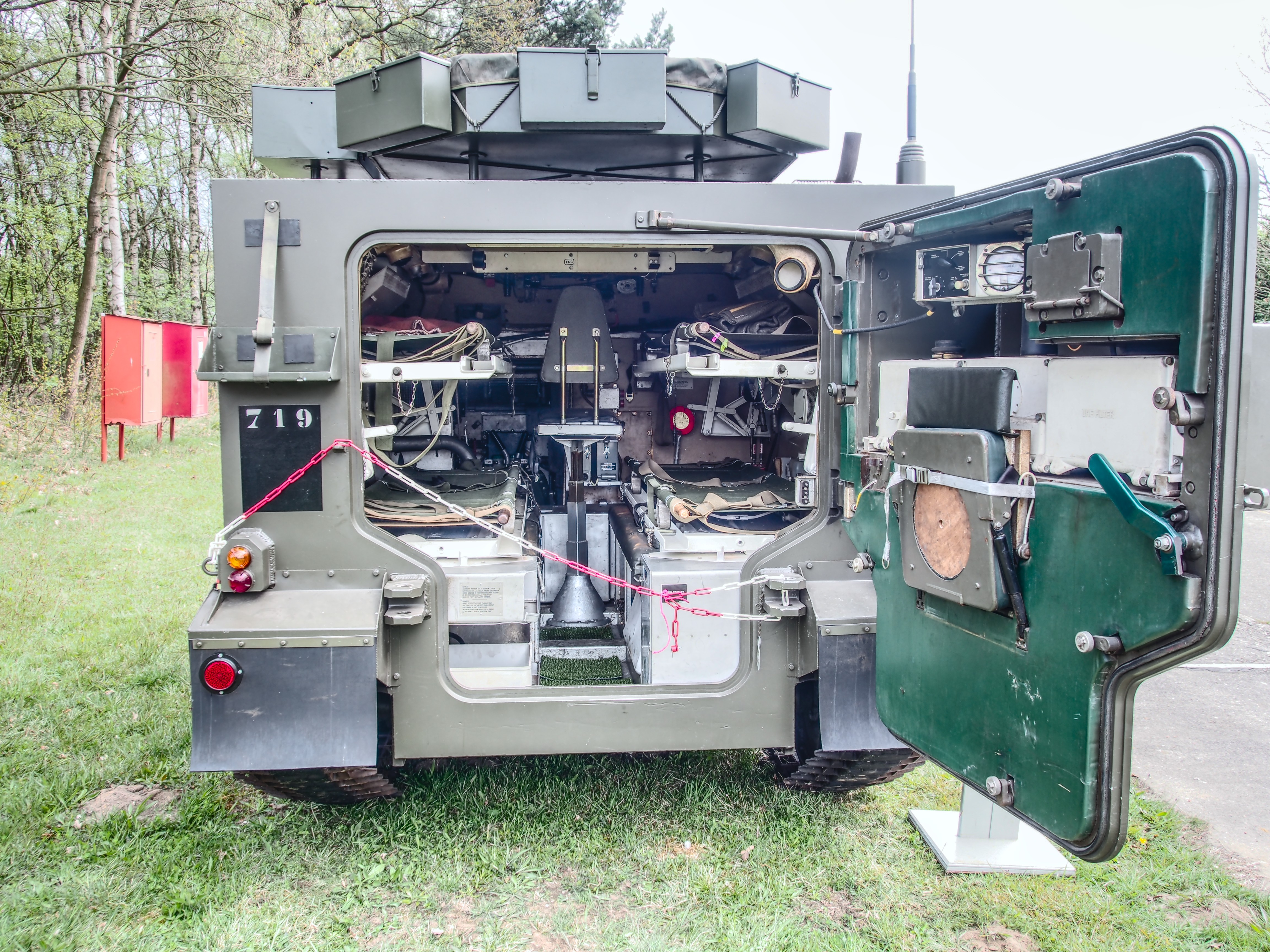
Pohled do interiéru

- Belgie
  - Belgické pozemní síly (dříve)
- Spojené království
  - Britská armáda (dříve)
- Ukrajina
  - Ukrajinské pozemní síly[6]